# Polycitor annulus
Polycitor annulus är en sjöpungsart som beskrevs av Kott 1990. Polycitor annulus ingår i släktet Polycitor och familjen Polycitoridae. Inga underarter finns listade i Catalogue of Life.